# Benton (Missouri)
Benton és una ciutat i seu del Comtat de Scott (Missouri) als Estats Units d'Amèrica.

## Demografia
Segons el Cens dels Estats Units del 2000 tenia 732 habitants, 287 habitatges, i 191 famílies. La densitat de població era de 689,3 habitants per km².
Dels 287 habitatges en un 32,8% hi vivien nens de menys de 18 anys, en un 53,3% hi vivien parelles casades, en un 9,1% dones solteres, i en un 33,4% no eren unitats familiars. En el 30% dels habitatges hi vivien persones soles el 16,7% de les quals corresponia a persones de 65 anys o més que vivien soles. El nombre mitjà de persones vivint en cada habitatge era de 2,4 i el nombre mitjà de persones que vivien en cada família era de 3,02.
Per edats la població es repartia de la següent manera: un 23,2% tenia menys de 18 anys, un 10,5% entre 18 i 24, un 29,8% entre 25 i 44, un 21% de 45 a 60 i un 15,4% 65 anys o més.
L'edat mitjana era de 36 anys. Per cada 100 dones de 18 o més anys hi havia 95,1 homes.
La renda mitjana per habitatge era de 33.365 $ i la renda mitjana per família de 45.179 $. Els homes tenien una renda mitjana de 27.014 $ mentre que les dones 20.662 $. La renda per capita de la població era de 16.161 $. Entorn del 4,2% de les famílies i el 7,5% de la població estaven per davall del llindar de pobresa.

## Poblacions properes
El següent diagrama mostra les poblacions més properes.